# دم الغزال (فلم)
دم الغزال فيلم دراما مصري إنتاج سنة 2005. من إخراج محمد ياسين، وتأليف وحيد حامد، وإنتاج روتانا للإنتاج الفني، ومن بطولة نور الشريف، ويسرا، ومنى زكي، وصلاح عبد الله، ومحمود عبد المغني، وعمرو واكد.

## القصة
فيلم يتناول في إطار درامي ظاهرة الفقر وما يترتب عليه من الوقوع في براثن الإرهاب، «رضا» الشاب الفقير الذي يعاني من البطالة يحاول الزواج من «حنان» جارته في الحارة ولكنها تهرب منه لتعيش مع سيدة أرستقراطية وتعمل عندها ويتورط رضا مع الجماعات الارهابية، على الجانب الأخر يجسد نور الشريف شخصية «جابر عميش» الذي يعيش على خداع الناس والنصب عليهم ويكون مصيره الموت في حادثة.

## طاقم التمثيل
- نور الشريف بدور جابر عميش[5]
- يسرا بدور نادية صفوان
- منى زكي بدور حنان
- صلاح عبد الله عبد الستار
- محمود عبد المغني بدور رضا / ريشة
- عمرو واكد بدور عاطف
- عايدة رياض بدور جارة جابر عميش
- عبد العزيز مخيون بدور زوج نادية صفوان
- صبري فواز
- عبد الرحيم حسن
- سعيد الصالح
- فتحية طنطاوي
- عمرو عبد الجليل
- سامي مغاوري
- محمد شرف
- شريف سلامة
- صفوة

## وصلات خارجية
- دم الغزال على موقع IMDb (الإنجليزية)
- دم الغزال على موقع الدهليز
- دم الغزال على موقع قاعدة بيانات الأفلام العربية
- دم الغزال على موقع قاعدة بيانات الفيلم (الإنجليزية)
- دم الغزال على موقع ليتربوكسد (الإنجليزية)
- دم الغزال على موقع كينوبويسك (الروسية)
- دم الغزال على موقع قاعدة بيانات الأفلام العربية
- دم الغزال على موقع IMDb (بالإنجليزية)